# ФК Палилулац Ниш
ФК Палилулац је фудбалски клуб из Ниша, Србија. На почетку сезоне 2012/13. Палилулац је одустао од даљег такмичења Нишкој зони, четвртом такмичарском нивоу српског фудбала, где се такмичио само једну сезону, пошто је у сезони 2010/11. освојио прво место у Првој Нишкој лиги.